# カラドジョウ
カラドジョウ（唐泥鰌、学名: Misgurnus dabryanus）は、コイ目ドジョウ科に分類される淡水魚の一種。中国大陸などを原産地とするが、日本にも外来種として定着している。

## 分布
アムール川、中国中南部、海南島、台湾、インドシナ半島、朝鮮半島に分布する。また、日本（本州・四国）にも移入分布する。
また、和名のカラドジョウの"カラ"とは、中国の事である。

## 形態
成魚の体長は10〜20cm。口ひげは5対10本。 ドジョウ（Misgurnus anguillicaudatus）と比べて、口ひげが長く、尾柄部の体高が高い。また、尾びれの基底上部にドジョウには見られる暗色斑がない。ただ、これらの特徴は両種間の個体変異により判別が困難な場合も少なくない。

## 分類
カラドジョウ属のParamisgurnus dabryanusとして記載されたが、近縁種との系統関係からドジョウ属Misgurnusに含める説もある。本種に対しMisgurnus mizolepisの学名が使用されることもあったが、これはP. dabryanusの新参シノニムと考えられている。

## 生態
水田や農業水路に生息する。
雑食性で、カイミジンコ類やホウネンエビ、ケシゲンゴロウ亜科幼虫、ミズムシ、ユスリカなどの底生生物を食べる。 冬季は冬眠のような状態になり、ほぼ餌を食べずに過ごす。
繁殖期は４～６月で、水温が20度をこえた頃に水田、小溝、浅い湿地などで産卵することが知られている。飼育下では10年以上生存する。

## 地方名
- 島根県　ヒラドジョウ[8]

## 外来種問題
日本には1960年代に導入され、青森県、秋田県、岩手県、宮城県、山形県、福島県、群馬県、栃木県、茨城県、埼玉県、千葉県、東京都、神奈川県、静岡県、愛知県、長野県、岐阜県、富山県、石川県、福井県、滋賀県、三重県、奈良県、和歌山県、兵庫県、香川県、愛媛県、山口県、福岡県、大分県、熊本県などに定着している。ドジョウと区別するのが難しいため、ドジョウの放流に混じって各地に広がっている危険性がある。
在来種のドジョウと同所的な環境に生息し、競争することで駆逐することが考えられる。外来生物法により生態系被害防止外来種に指定されている。
ただし、現在日本に生息する本種は海外からの養殖種苗の持ち込みとされる一方で、国内にも古くからカラドジョウの特徴をもったドジョウが既に生息していたとする報告もある。
イギリスではドジョウ類の輸入が規制されている。